# 根上淳
根上 淳（ねがみ じゅん、1923年9月20日 - 2005年10月24日）は、日本の俳優。本名は森 不二雄（もり ふじお）。
身長171cm。1950年代より大映で菅原謙次と人気を二分し、活躍した二枚目スター。後年は活動の場をテレビ中心に移し、渋い脇役として存在感を示した。

## 来歴・人物
東京府豊多摩郡中野町（現・東京都中野区）出身。父方の祖父はオーストリアの音楽家ルドルフ・ディトリッヒ、日本名＝日土理非）、祖母は森菊。父はヴァイオリニストの森乙。甥はROUTE 66とTHE CHAPPYSでボーカルを務めた森雅裕。杉並商業学校を経て1941年に法政大学経済学部に進む。1943年、学徒出陣で東部六二部隊に入隊。甲種幹部候補生に志願し、厳しい訓練を受けて特別操縦見習士官として飛行訓練に入る。しかし、この頃から胸を悪くし、入院中に終戦を迎える。戦友のほとんどが特攻隊ですでに戦死していたという。
戦後は、群馬県太田市に疎開していた家族のもとに戻り、復学した法政大学に太田から4、5時間かけて通った。卒業後は、進駐軍の通訳として働くが、黒人兵とケンカして1年で退職する。
米の配給票が必要で、それを入手するには東京で就職するしかなく、「つなぎ」の仕事として東宝第2期ニューフェイスに応募するも、試験の時間に間に合わず断念。続いて1947年に大映演技研究所の3期生募集に応募したところ、これに合格する。しかし、本来は俳優志望ではなかったため、その頃はあとで別の職を探すつもりだったという。
しばらく仕出しが続くも、1949年『母三人』（中代富士男監督）で本格デビュー。1950年の『二十歳前後』で主役を演じてからは役に恵まれるようになり、特に1951年の『牝犬』（木村恵吾監督）のバンドマン役で注目され、根上の出世作となった。その後は大映の若手スターとして活躍。1956年6月23日には渡米してMGM映画『八月十五夜の茶屋』に出演した。帰国時の模様は同年の大映オールスター映画『スタジオは大騒ぎ』の中でも紹介されている。1967年に大映を退社、その頃には出演映画作品は100本を越えていた。
以降は活躍の場をテレビドラマに移し、NET『白い巨塔』（里見脩二役）や、降板した塚本信夫の後任としてTBS『帰ってきたウルトラマン』（伊吹竜隊長役）に出演するなど、存在感のあるバイプレーヤーとして多くの作品に出演した。なお、それまでのウルトラシリーズでは隊員服は隊長含めて全員同じだったものが「階級の違いを表すものをつけてほしい」という根上の希望で隊員服の胸にある太いV字のラインの上に細いラインが足されることになった。初登場時に搭乗していた戦闘機『マットアロー2号』も機首と垂直尾翼に黄色のラインが2本入った専用機である。
1964年、長門裕之・南田洋子とともに人間プロダクションの設立に参加。
1965年、根上の大ファンであった歌手のペギー葉山と結婚し1968年には長男が誕生、結婚後も夫婦で本を出版し、書道の展覧会に二人で出展するなど芸能界一のおしどり夫婦として知られていた。また根上が『帰ってきたウルトラマン』、妻のペギーが『ウルトラマンタロウ』（ウルトラの母役）と夫婦それぞれウルトラシリーズの作品に出演している。
時代劇作品や刑事ドラマでは悪役も演じているが、戦争映画への出演、特に軍人役は拒否し続けた。1996年には戦争で生き残った大学の同級生と法政大学多摩キャンパスに平和記念碑を建立している。
1998年8月、糖尿病の合併症による脳梗塞で倒れたため芸能活動を休止し自宅で療養していたが、2005年10月24日午後3時54分に死去した。82歳没。告別式の模様はテレビで中継され、長門裕之と愛川欽也が弔辞を述べた。ペギーは、末期の水として新婚旅行で買ったブランデーを根上の口に含ませた。また、棺には愛用の帽子、ステッキと愛猫の写真、前夜にペギーがしたためた「ラブレター」などが納められた。墓所は取手市弘経寺。
根上が亡くなる直前、妻であるペギーは『ウルトラマンタロウ』のDVD発売記念イベントに参加しており、ゲストからのビデオメッセージには根上の容態を気遣う励ましの言葉が多く寄せられた。また、死去当時『帰ってきたウルトラマン』の再放送を行っていたファミリー劇場では、放送開始前に根上の死を伝えると共に冥福を祈る内容のテロップを表示した。
『帰ってきたウルトラマン』第43話「魔神月に咆える」の中で、マット赴任後無休である隊長を気遣った隊員達に後押しされて取った休暇を使っての、嫁の実家への里帰りの車中、助手席の娘がスイッチを入れたラジオから流れてきた、実の妻ペギー葉山の楽曲「南国土佐を後にして」を楽しそうに聞くという、遊び心のある演出のシーンが盛り込まれている。
『帰ってきたウルトラマン』で岸田文夫隊員を演じた西田健は、根上が亡くなった後に自身のファンサイトの掲示板で『伊吹隊長に敬礼!』とコメントを書き込み、根上への敬意を表した。

## 出演

### 映画
- 暴力の街（1950年、大映）
- 處女峰（1950年、大映）
- 稲妻（1952年、大映） - 周三
- 近世名勝負物語 血闘 (映画)（1953年、大映）
- 金色夜叉（1954年、大映） - 間貫一 ※初のカラー映画出演
- 月よりの使者（1954年、大映） - 橋田広
- 川のある下町の話（1955年、大映） - 栗田義三
- 薔薇いくたびか（1955年、大映）
- 浅草の灯（1956年、大映）
- 八月十五夜の茶屋（1956年、MGM） ※共演：マーロン・ブランド、グレン・フォード、エディ・アルバート
- 日露戦争勝利の秘史 敵中横断三百里（1957年、大映） - 橋口
- 忘れじの午後8時13分（1957年、大映）
- 暖流（1957年、大映） - 日疋祐三
- 十七歳の断崖（1957年、大映）
- 忠臣蔵（1958年、大映） - 土屋相模守
- 夜の素顔（1958年、大映)
- 共犯者（1958年、大映） - 内堀彦介
- 海軍兵学校物語 あゝ江田島（1959年、大映） - 斎藤先生
- 細雪（1959年、大映） - 板倉
- 次郎長富士（1959年、大映) - 小岩
- 大菩薩峠（1960年、大映） - 芹沢鴨
- からっ風野郎（1960年、大映） - 相良雄作
- 黒い樹海（1960年、大映） - 妹尾郁夫
- 続次郎長富士（1960年、大映）- 無明の仙吉
- 妻は告白する（1961年、大映） - 杉山弁護士
- 釈迦（1961年、大映） - マハーツサバ
- 秦・始皇帝（1962年、大映） - 張良
- やっちゃ場の女（1962年、大映） - 伊達
- 真赤な恋の物語（1963年、松竹） - 鬼頭※出演者名の横に（大映）とクレジット
- 黒の凶器（1964年、大映）
- ごろつき犬（1965年、大映） - 稲取修次
- あゝ零戦（1965年、大映）
- ザ・ガードマン 東京用心棒（1965年、大映） - 大石
- 浪曲子守唄（1966年、東映） - 沼田
- 仁侠八方破れ（1966年、日活）
- 雌が雄を喰い殺す 三匹のかまきり（1967年、松竹）
- 砂糖菓子が壊れるとき（1967年、大映）
- 陸軍諜報33（1968年、東映） - 佐々木実
- 女の意地（1971年、日活）
- 金環蝕（1975年、東宝） - 小島
- 愛と誠 完結篇（1976年、松竹） - 早乙女将吾
- 裸の大将放浪記 山下清物語（1981年、現代ぷろだくしょん）
- おんな6丁目 蜜の味（1982年、東映） - 伊東
- 四畳半色の濡衣（1983年、東映セントラルフィルム)
- 彩り河（1984年、松竹） - 佐相宗一郎
- Mishima: A Life In Four Chapters（1985年、ワーナー・ブラザース）
- 瀬戸内少年野球団・青春篇　最後の楽園（1987年、日本ヘラルド映画） - 滝山
- 龍飛岬 （1988年、木村プロダクション） - 斉藤甲子郎
- 砂の上のロビンソン（1989年、ATG） - 東西不動産社長
- 社葬（1989年、東映） - 松崎忠行
- BEST GUY （1990年、東映）
- 女ざかり（1994年、松竹）
- 極道の門 実録・大阪頂上戦争（1994年、GAGA） - 大浜鶴吉

など

### テレビドラマ
- 日立ファミリーステージ「影の地帯」（1962年、TBS）
- 捜査検事（1964年 - 1965年、TBS / 大映テレビ室） - 近松幸太郎
- 挽歌（1966年、TBS）
- ザ・ガードマン（TBS / 大映テレビ室）
  - 第81話「殺意の影」（1966年）
  - 第122話「地獄で会った四人の男」（1967年）
  - 第142話「悪魔の爪あと」（1967年）
  - 第198話「怪談・車に乗った幽霊」（1969年）
  - 第209話「現金輸送車大追跡作戦」（1969年）
  - 第226話「替玉旅行は殺人がいっぱい」（1969年）
  - 第265話「離婚孤児争奪戦」（1970年）
  - 第270話「妻は夫の秘密をさぐるな」（1970年）
  - 第299話「怪談・幽霊たちのクリスマス」（1970年）
- 三匹の侍（CX）
  - 第4シリーズ 第15話「負け犬」（1967年） - 合田才次郎
  - 第6シリーズ 第18話「裏切りの季節」（1969年） - 次席家老・土屋監物
- 白い巨塔（1967年、NET） - 里見脩二
- 平四郎危機一発 第2話「水中の決闘」（1967年、TBS）
- 風 第12話「百万両の腕」（1967年、TBS / 松竹）
- スター推理劇場 / 一年半待て（1968年、CX） - 須村要吉
- 連続テレビ小説（NHK総合）
  - あしたこそ（1968年 - 1969年）
  - 信子とおばあちゃん（1969年 - 1970年） - 欣二
- 銭形平次（CX / 東映）
  - （1968年 - 1969年） - 笹野新三郎（3代目）
  - 第814話「妻からの告発」（1982年） - 戸村源三郎
- キイハンター（TBS / 東映）
  - 第12話「幽霊船が呼んでいる」（1968年）
  - 第129話「海賊ども上陸三秒前」（1970年）
  - 第220話「大追跡! 殺しのしのび逢い」（1972年） - 矢頭
  - 第231話「真夜中、むごく静かに殺せ!」（1972年） - 御子柴
  - 第246話「墓場へ走れ! 男と女」（1972年） - 大友年巌
- 大河ドラマ（NHK総合）
  - 天と地と（1969年） - 今川義元
  - 八代将軍吉宗（1995年） - 徳川光友
- 大坂城の女（1970年、KTV / 東映） - 細川忠興
- 男は度胸（1970年、NHK総合） - 間部詮房
- 帰ってきたウルトラマン（1971年 - 1972年、TBS / 円谷プロ） - 伊吹竜
- シークレット部隊 第23話「恋人たちの終着駅」（1972年、TBS / 大映テレビ）
- 子連れ狼 第1部 第9話「干城殺陣」（1973年、NTV / ユニオン映画） - 地蔵玄蕃
- 非情のライセンス（NET / 東映）
  - 第1シリーズ 第15話「兇悪の像」（1973年） - 池尻
  - 第2シリーズ
    - 第24話「兇悪の献身」（1975年） - 中本徹也
    - 第91話「兇悪の愛と友情」（1976年） - 佐伯辰雄
    - 第113話、第114話「男（前編、後編）」（1977年） - 大田黒
- アイフル大作戦 第36話「100万ドル ヤキモチ深夜便」（1973年、TBS / 東映）
- 水滸伝 第20話「親子砲の最後」（1974年、NTV / 国際放映） - 轟天雷
- ザ・ボディガード 第6話「狙われた人妻」（1974年、NET / 東映） - 田沼広通
- バーディー大作戦 （TBS / 東映） 
  - 第20話「アベックギャングコンテスト」（1974年） - 権藤
  - 第52話「豚の生体実験式」（1975年） - 立花産業社長・立花
- 電人ザボーガー（1974年 - 1975年、CX / ピープロ） - 新田大五郎
- 傷だらけの天使 第23話「母の胸に悲しみの眠りを」（1975年、NTV / 東宝） - 中岡光太郎
- ザ★ゴリラ7 第5話「大泥棒弟子入り志願」（1975年、NET / 東映） - 花木周作
- 少年探偵団 第13話「標的（ターゲット）はBD7」（1975年、NTV/日本現代企画） - 白鳥教授
- 太陽にほえろ!（NTV / 東宝）
  - 第153話「モナリザの想い出」（1975年）  - 村松巌（土木公団局長）
  - 第439話「ボスの告発」（1981年） - 宮島専務
- 遠山の金さん（NET - ANB / 東映） ※杉良太郎版
  - 第1シリーズ 第63話「愛と憎しみの果て」（1976年） - 森野弥左ヱ門
  - 第2シリーズ（1979年）
    - 第5話「白洲に咲かせた父娘花」 - 清兵ヱ
    - 第27話「裏切り」 - 三谷清右ヱ門
- 人魚亭異聞 無法街の素浪人 第4話「横浜どんたく人魚の館」（1976年、NET / 三船プロ） - 添島満
- 特別機動捜査隊 第799話「娘の思春期」（1977年、NET / 東映） - 吉沢英一
- 怪人二十面相 第2話「守れ! ジャガーの瞳」（1977年、CX / 大映テレビ）
- 大都会 PARTII 第22話「最後の戦場」（1977年、NTV / 石原プロ） - 岡部莞爾
- Gメン'75 第132話「Gメン恐怖の四日間」、第133話「死体の首を折る男」（1977年、TBS / 東映） - 麻生信行
- 特捜最前線（ANB / 東映）
  - 第22話「標的 ある女の情炎」（1977年）
  - 第344話「幻の父・幻の子!」（1983年） - 梶川宣次こと早野良造
  - 第400話「父と子のエレジー!」（1985年） - 雨島早輔
- 気まぐれ本格派 第33話「偉いぞ新太、泣けるぜ!」（1978年、NTV / ユニオン映画） - 今井
- 大江戸捜査網（12ch / 三船プロ）
  - 第358話「嘘八百に賭けた夢」（1978年） - 相模屋
  - 第408話「御前試合が暴く謎の金脈」（1979年） - 熊城主膳
  - 第462話「浮世絵が明かす大爆破の謎」（1980年） - 高柳主膳
- 土曜ワイド劇場（ANB）
  - 大時計の美女 江戸川乱歩の「幽霊塔」（1979年、松竹） - 黒川
  - 三毛猫ホームズの追跡（1980年、東映） - 大町
  - 京都殺人案内6 男女の水死体はどこから来たか!?（1982年、ABC / 松竹） - 松尾孝次
  - 牟田刑事官事件ファイル2 女たちの殺人パーティー（1985年、C.A.L） - 署長
  - 妖しい傷あとの美女 江戸川乱歩の「陰獣」（1985年、松竹） - 小山田六郎
  - 西村京太郎トラベルミステリー8 特急北アルプス殺人事件（1986年、東映） - 新倉茂
  - 赤い乗馬服の美女 江戸川乱歩の「何者」（1987年、松竹） - 結城剛三
  - 探偵・神津恭介の殺人推理7 呪縛の家（1987年、松竹） - 卜部舜作
  - 伊豆リゾートホテル男女連続殺人（1988年、スタッフアズバーズ）
  - 家政婦は見た! 10 舞いの名門 華麗な一族の秘密 したたかな女たちの跡目争い…（1992年）
  - 西村京太郎トラベルミステリー「日本縦断殺人ルート」（1992年） - 白井貞之[9]
  - 消えた身代金（1994年）
- 鉄道公安官 第15話「新幹線・謎の脅迫事件」（1979年、ANB / 東映） - 桜華学園教頭
- 雲霧仁左衛門 第11話「恩は仇で返せるか?」〜第13話「大波乱! 処刑の日」（1979年、KTV / 松竹） - 辻蔵之助
- 駆け込みビル7号室 第5話「逆転判決! くずされた無罪アリバイ」（1979年、CX / 三船プロ）
- 西遊記II 第6話「オカルト! 悪霊の棲む館」（1979年、NTV / 国際放映）
- 新五捕物帳 第60話「あしたを夢みて」（1979年、NTV / ユニオン映画）- 美濃屋
- 木曜ゴールデンドラマ / 東京大地震マグニチュード8.1（1980年、YTV） - 高原教授
- 大激闘マッドポリス'80 第6話「殺しの追跡」（1980年、NTV / 東映） - 植村正樹
- 江戸の朝焼け 第5話「辻斬り異聞」（1980年、CX / 東宝）
- 西部警察シリーズ（ANB / 石原プロ）
  - 西部警察 第54話「兼子刑事暁に死す」（1980年） - 速水剛
  - 西部警察 PART-III 第1話「強行着陸!!」（1983年） - 岡崎
- 燃える命（1981年、TBS）
- プロハンター 第6話「俺の愛した赤い靴」（1981年、NTV / セントラル・アーツ）
- 旅がらす事件帖 第24話「親子しぐれ油地獄」（1981年、KTV / 国際放映） - 日野屋惣五郎
- 吉宗評判記 暴れん坊将軍 第185話「花嫁衣裳の甘い罠」（1981年、ANB・東映） - 牧村伊織
- ザ・ハングマンシリーズ（ABC / 松竹）
  - ザ・ハングマン（1981年）
    - 第39話「悪医者は吸血処刑」 - 大徳寺俊造（大徳寺クリニック院長）
    - 第48話「死人の恋 愛の言葉はさようなら」 - 杉村雄作

  - ザ・ハングマンII 第10話「引き裂かれた水着 スキャンダル殺人」（1982年） - 坂田雅也（レージン水着専務）
  - ザ・ハングマン4 第22話「検察官が新種の麻薬づくりを強要する!」（1985年） - 小宮山孝二（総会屋）
  - ザ・ハングマンV 第9話「金塊に化けたヘソクリ200億を追え!」（1986年） - 緒方源蔵（民和党産業支援長）
- 同心暁蘭之介 第22話「恐怖の町」（1982年、CX / 杉友プロ）
- 遠山の金さん 第5話「江戸の華! 一番纏で一件落着」（1982年、ANB / 東映） - 上総屋幸兵衛 ※高橋英樹版
- ザ・サスペンス 後鳥羽伝説殺人事件 （1982年、TBS / 大映テレビ） - 大友署長
- 松平右近事件帳 第51話「三つ葉葵を貫く銃弾」（1983年、NTV / ユニオン映画） - 有馬阿波守
- 大奥 第43話「愛と哀しみの聖母」（1984年、KTV / 東映） - 水野忠成
- 特命刑事ザ・コップ 第5話「女の涙に死でむくえ!」（1985年、ABC / テレキャスト）
- 水戸黄門（TBS / C.A.L）
  - 第15部 第24話「女掏摸弁天お京 -宮津-」（1985年7月8日） - 小西屋
  - 第18部 第22話「祇園太鼓で悪退治 -小倉-」（1989年2月13日） - 小倉屋
  - 第19部（1990年）
    - 第15話「陰謀暴く天狗面 -新発田-」 - 長瀬丹波
    - 第26話「仇討ち小諸馬子唄 -小諸-」 - 千曲屋清兵衛

  - 第20部（1991年）
    - 第23話「お助け母さんひえつき節 -宮崎-」 - 岩戸屋仁左衛門
    - 第33話「意地比べ恋の友禅 -金沢-」 - 卯辰屋儀兵衛

  - 第21部（1992年）
    - 第1話「悪鬼が巣食う岡崎城 -水戸・岡崎-」 - 秋野武右衛門
    - 第23話「母の秘密は卍の入れ墨 -敦賀-」 - 三国屋徳右衛門

  - 第22部（1993年）
    - 第4話「心の剣で悪を斬る -藤枝-」 - 久保藤十郎
    - 第21話「妻をも騙した武士の真実 -萩-」 - 武永義太夫

  - 第24部 第11話「悪を懲らした大予言 -松山-」（1995年11月27日） - 絹屋
- 大岡越前（TBS / C.A.L）
  - 第8部 第4話「万病治した娘の真心」（1984年8月6日） - 長命堂幸兵衛
  - 第9部 第18話「過去を消した女」（1986年2月24日） - 田丸屋
- 女性作家サスペンス / 人生の定年（1988年、KTV / 東宝）
- はぐれ刑事純情派 第1シリーズ 第10話「老人の夢をくう女」（1988年） ‐ 松野重吉
- 火曜サスペンス劇場（NTV）
  - 京都慕情殺人事件 －あなたは愛のために死ねますか－（1985年） - 三木潤介
  - 悪女の泪（1988年） - 藤島孝三郎
  - 名無しの探偵シリーズ5・殺意のデッサン（1989年、スタッフアズバーズ）
  - 六月の花嫁・殺人ダイアリー（1989年） - 神父（友情出演）
  - 絆（1996年）
  - 取調室6（1997年）
- 凪の光景（1990年、ANB）
- 妖艶時代劇スペシャル / 女忍かげろう組（1990年、NTV / オフィス・ヘンミ） - 菊井甚左衛門
- 泥棒に手を出すな!（1990年、TX）
- 鬼平犯科帳（CX / 松竹）
  - 第2シリーズ 第14話「夜狐」（1991年） - 近藤監物
  - 第4シリーズ 第5話「深川・千鳥橋」（1993年） - 大和屋金兵衛
- また又・三匹が斬る! 第20話「献上の、茶壷に幽霊現れた!」（1991年、ANB / 東映） - 勘助
- 裏刑事-URADEKA- 第12話「さらば裏刑事! 涙の殉職」（1992年、ABC / 松竹芸能） - 袴田
- 悪魔が来りて笛を吹く（1992年、TBS） - 玉虫伯爵
- ドラマ30
  - 泣かないでママ（1994年、CBC）
- いつの日かその胸に（1994年、TBS）
- 風の輪舞（1995年、THK）
- 水戸黄門外伝 かげろう忍法帖 第5話「桔梗の花は死の匂い」（1995年6月19日、TBS / C.A.L） - 柿沼文右衛門
- 外科医柊又三郎（1995年、ANB） - 加藤勝之助
- 忠臣蔵（1996年、CX / 東映） - 堀部弥兵衛
- 編笠十兵衛（1997年、TX / 松竹） - 吉良上野介

など

### オリジナルビデオ
- 修羅の雀士 ナルミ（1993年、ケイエスエス）
- 極道華の乱 姐対姉御（1995年、ケイエスエス）
- 極道の門 二代目・流血の盃（1995年、タキコーポレーション）
- 極道の門 最後の首領＜ドン＞（1995年、タキコーポレーション）
- 闇金の帝王・銀と金5 相続殺人（1995年、ケイエスエス）
- 女豹 灼熱のスナイパー（1996年、にっかつ）

### 舞台
- 三姉妹（1969年）
- ひまわり（1975年）
- 釣忍（1978年）
- キャンディ・キャンディ（1979年、三越劇場）

### 吹き替え
- シャーロック・ホームズの冒険 第2話「踊る人形」（テニエル・エバンス）
- ドクター・ウェルビー- マーカス・ウェルビー（ロバート・ヤング）

### その他のテレビ番組
- ゲーム ホントにホント?（NHK総合） - レギュラーパネラー（ホントさん）
- この人「根上淳・ペギー葉山ショー」（NHK総合）
- ヒラメキ大作戦（ABCテレビ）
- なるほど!ザ・ワールド（フジテレビ） - 夫婦で出演

他多数

### CM
- 龍角散（1968年）
- 日本アジア航空（1982年） - 夫婦で共演

## 著作
- 代々木上原めおと坂（ペギー葉山との共著・立風書房・1987年4月）ISBN 4651130143